# 奈古屋里人
奈古屋 里人（なごや さとんど）は、江戸時代中期の徳山藩士。曽祖父は下松藩成立時の家老である奈古屋元忠。祖父は奈古屋隆忠。父は徳山藩家老の奈古屋隆充。養父は、叔父の奈古屋隆吉（勘左衛門）。兄に徳山藩家老の奈古屋隆芳（玄蕃）、その子に奈古屋堯英（伊織）。禄高は120石。格式は馬廻。

## 経歴
寛文11年（1671年）、徳山藩家老の奈古屋隆充の三男として生まれる。天和2年（1682年）、12歳の時に叔父・奈古屋隆吉の養子となってその家督を継ぎ、徳山藩2代藩主毛利元賢に仕えて禄100石を与えられる。
幼少の頃より絵を好む一方で書には疎く、江戸の徳山藩邸に勤めた時には、恥ずかしがって郷里に便りが出せないほどの悪筆であったと伝えられるが、江戸の須藤又衛門の門人となって書を学び始め、程なくして能筆となった。さらに書道の名家である青蓮院宮の門弟となり、里人は書道に優れた人物として知られるようになった。青蓮院宮には所蔵する筆道の秘書の拝観を許されて印章を与えられるほど可愛がられ、その書が東山天皇の叡覧の栄に浴したほか、霊元法皇や伏見宮邦永親王の鑑賞も賜っている。このことから、宝永5年（1708年）には徳山藩3代藩主毛利元次から20石を加増されて禄120石となった。

### 万役山事件
正徳5年（1716年）8月5日、万役山事件について毛利元次に諫言するも聞き入れられずに家名断絶・追放され、三田尻向島（現在の防府市）に閉居した。翌年に徳山藩改易の報により徳山藩が混乱すると、里人も徳山の藩邸への出仕を許され、ただちに徳山に伺候し百次郎（後の毛利元尭）に謁した。里人は、当面は隠忍自重した後に徳山藩の再興を目指すことを主張し、藩と運命を共にしようとする強硬派の人々を歴訪して主張の緩和に努めた。里人の兄で当役を務めていた奈古屋隆芳も里人の考えに同意して事を進め、徳山藩としては隠忍自重に落ち着いた。
里人は早くに元次に諫言し勘気を被っていた関係もあって、萩藩での評判は悪くなかった。そのため、萩藩ではむしろ里人を登用し、改易後の始末を一任しようとして、その仕官を勧誘したほどであるが、里人は巧みに話をそらし、以前師事した青蓮院宮について書道を学び、兼ねて持病の療養をしたいということを口実として、旅券の下付を申請し、京都に出て青蓮院宮に奉公し、再興の手段を巡らした。
里人は京都を拠点として、江戸・大坂・徳山・萩など各地に散らばった仲間と連絡を取り合い、情報を集めながら時期を待ち、享保4年1月（1719年）、里人は「周防徳山領百姓中」と署名し、嘆願書を老中水野忠之、大目付横田重松、目付千葉七郎右衛門の3人宛てに投書した。この嘆願書は幕閣の同情を勝ち取り、改易は処置が重過ぎるという意見が出て徳山藩再興が決定し、吉元から内願した形式をとった後、5月28日に元次のお預けを免じ、先年の吉元の願い通りに、元次の隠退と百次郎の家督相続を許可され、徳山藩は再興された。元次は里人の忠誠心に感謝し、金1000疋を贈ってその労に報いた。

### 晩年
5代藩主毛利広豊の代である元文3年（1738年）6月、里人の養子の里智が召し出されて家名を回復した。しかし同年10月、里人は主家再興を祈願した時に神仏に誓った責任を果たさねばならないとして里智を離縁し、自らの隠居料も遠慮した上、自家断絶の願いを出して徳山を去り、京都で余生を過ごした。京都においては金刀比羅宮や伊勢神宮を遥拝し、各地の神社を巡拝して祈願を続けたという。晩年には「リスの絵」を徳山藩にあった教学院に寄進し、この絵は現在でも周南市立中央図書館に保管されている。また、里人は信仰心がきわめて篤く、富田の山崎八幡宮には里人が寄進した菅原道真を描いた「天神像」が残されている。
寛保元年（1741年）6月19日、里人は71歳で死去し、京都黒谷の宿坊・瑞泉院に葬られた。里人の妻（法名は「照雲院光誉智貞大姉」）は享保15年11月17日（1730年12月26日）に死去していたが、里人の墓の側に葬られている。
後に「徳山藩に過ぎたるもの三つ、藩主墓所と桜の馬場に奈古屋里人」と謡われたが、後年になって奈古屋里人があまり世に知られていないことを憂えた徳山の有志によって、明治32年（1899年）1月に里人夫婦の墓の中央に「奈古屋左衛門大江里人君墓所」と記した石碑が建立された。さらに、昭和15年（1940年）6月、里人夫婦の墓がある瑞泉院の門前に、碑文を金子正道が撰し、京都の書家林栄三郎の書による「奈古屋里人先生菩提所」という顕彰碑が建立された。